# Agnieszka Szaj
Agnieszka Szaj (ur. 27 września 1979) – polska judoczka.
Była zawodniczka PKS Olimpia Poznań (1993-2001). Brązowa medalistka mistrzostw Polski seniorek 1997 w kategorii do 66 kg. Ponadto m.in. mistrzyni Polski juniorek 1997.